# Rubaszyna
Rubaszyna (biał. Рубашына; ros. Рубашино, Rubaszyno) – wieś na Białorusi, w obwodzie witebskim, w rejonie orszańskim, w sielsowiecie Mieżawa.